# ليندا بيرن
ليندا بيرن (بالإنجليزية: Linda Byrne)‏ هي منافسة ألعاب القوى أيرلندية، ولدت في 13 مايو 1986 في دبلن في جمهورية أيرلندا.

## وصلات خارجية
- ليندا بيرن على موقع الاتحاد الدولي لألعاب القوى (الإنجليزية)
- ليندا بيرن على موقع أوليمبيديا (الإنجليزية)